# 福海街道 (深圳市)
福海街道是中华人民共和国广东省深圳市宝安区下辖的一个街道办事处。辖区总面积28.6平方公里，下辖桥头、和平、新和、塘尾、新田、稔田、展城7个社区和立新湖全部水域，街道办事处驻桥头社区居委会办公大楼。
福海街道原为福永镇，福永街道一部分。2016年12月26日，深圳市宝安区行政区划调整，管辖的街道由原来的6个拆分为10个，同时新设福海街道。